# اینوستکورپ
اینوستکورپ (به انگلیسی: Investcorp) شرکت سرمایه‌گذاری بحرینی است، که در زمینه مدیریت سرمایه‌گذاری، مبادلات سهام اختصاصی، مدیریت صندوق‌های سرمایه‌گذاری و توسعه املاک و مستغلات فعالیت می‌نماید. 
شرکت اینوستکورپ در سال ۱۹۸۲ راه‌اندازی شد و در حال حاضر دارای عملیات در کشورهای بحرین، امارات متحده عربی، عربستان سعودی، قطر، عمان و کویت می‌باشد.
دفتر مرکزی این شرکت در شهر منامه، بحرین قرار دارد و سهام آن در بازار بورس بحرین معامله می‌شود. دفاتر عملیاتی ایتوستکورپ در شهرهای نیویورک و لندن مستقر می‌باشند.